# LUX 010
LUX 010 fue un evento de artes marciales mixtas producido por LUX Fight League, que se llevó a cabo el 18 de septiembre de 2020 en el Showcenter Complex de Monterrey, Nuevo León, México.

## Antecedentes
El evento marcó el regreso del público (aunque limitado) al recinto desde LUX 008 a raíz de la pandemia de COVID-19 que seguía azotando al mundo, siendo además el primer evento deportivo en México y uno de los primeros de MMA a nivel global en hacerlo.
Una pelea entre Alessandro Costa y Luis Solorzano por el inaugural Campeonato de Peso Mosca de LUX fue anunciada como la estelar del evento.
Además, tres peleas del Torneo Guerreras LUX fueron anunciadas para este evento: Yaneth Vidal vs. Ana Guerrero, Alejandra Orozco y Judith Bolaños, y Laura Zamora vs. Tania Torres.

## Resultados
1. ↑  Por el Campeonato de Peso Mosca de LUX
2. ↑  Cuartos de final del Torneo Guerreras LUX
3. ↑  Cuartos de final del Torneo Guerreras LUX
4. ↑  Cuartos de final del Torneo Guerreras LUX

## Torneo Guerreras LUX
|  | Cuartos de final (LUX 009/LUX 010) | Cuartos de final (LUX 009/LUX 010) | Cuartos de final (LUX 009/LUX 010) |                       |                  | Semifinales (LUX 012/LUX 013) | Semifinales (LUX 012/LUX 013) | Semifinales (LUX 012/LUX 013) |  |              | Final (LUX 015) | Final (LUX 015) | Final (LUX 015) |  |
|  |                                    |                                    |                                    |                       |                  |                               |                               |                               |  |              |                 |                 |                 |  |
|  |                                    |                                    |                                    |                       |                  |                               |                               |                               |  |              |                 |                 |                 |  |
|  | Yaneth Vidal                       | Yaneth Vidal                       | DD                                 |                       |                  |                               |                               |                               |  |              |                 |                 |                 |  |
|  | Yaneth Vidal                       | Yaneth Vidal                       | DD                                 |                       |                  |                               |                               |                               |  |              |                 |                 |                 |  |
|  | Ana Guerrero                       | Ana Guerrero                       | 5:00                               |                       |                  |                               |                               |                               |  |              |                 |                 |                 |  |
|  | Ana Guerrero                       | Ana Guerrero                       | 5:00                               |                       | Yaneth Vidal     | Yaneth Vidal                  | -                             |                               |  |              |                 |                 |                 |  |
|  |                                    |                                    |                                    |                       | Yaneth Vidal     | Yaneth Vidal                  | -                             |                               |  |              |                 |                 |                 |  |
|  |                                    |                                    | Tania Torres                       | Tania Torres          | -                |                               |                               |                               |  |              |                 |                 |                 |  |
|  | Tania Torres                       | Tania Torres                       | Tania Torres                       | Tania Torres          | -                | DU                            |                               |                               |  |              |                 |                 |                 |  |
|  | Tania Torres                       | Tania Torres                       |                                    |                       |                  |                               |                               |                               |  |              |                 |                 |                 |  |
|  | Laura Zamora                       | Laura Zamora                       | 5:00                               |                       |                  |                               |                               |                               |  |              |                 |                 |                 |  |
|  | Laura Zamora                       | Laura Zamora                       | 5:00                               |                       |                  |                               |                               |                               |  | Vidal/Torres | Vidal/Torres    | -               |                 |  |
|  |                                    |                                    |                                    |                       |                  |                               |                               |                               |  | Vidal/Torres | Vidal/Torres    | -               |                 |  |
|  |                                    |                                    | Alejandra O./Saray O.              | Alejandra O./Saray O. | -                |                               |                               |                               |  |              |                 |                 |                 |  |
|  | Alejandra Orozco                   | Alejandra Orozco                   | Alejandra O./Saray O.              | Alejandra O./Saray O. | -                | DU                            |                               |                               |  |              |                 |                 |                 |  |
|  | Alejandra Orozco                   | Alejandra Orozco                   |                                    |                       |                  |                               |                               |                               |  |              |                 |                 |                 |  |
|  | Judith Bolaños                     | Judith Bolaños                     | 5:00                               |                       |                  |                               |                               |                               |  |              |                 |                 |                 |  |
|  | Judith Bolaños                     | Judith Bolaños                     | 5:00                               |                       | Alejandra Orozco | Alejandra Orozco              | -                             |                               |  |              |                 |                 |                 |  |
|  |                                    |                                    |                                    |                       | Alejandra Orozco | Alejandra Orozco              | -                             |                               |  |              |                 |                 |                 |  |
|  |                                    |                                    | Saray Orozco                       | Saray Orozco          | -                |                               |                               |                               |  |              |                 |                 |                 |  |
|  | Saray Orozco                       | Saray Orozco                       | Saray Orozco                       | Saray Orozco          | -                | DU                            |                               |                               |  |              |                 |                 |                 |  |
|  | Saray Orozco                       | Saray Orozco                       |                                    |                       |                  |                               |                               |                               |  |              |                 |                 |                 |  |
|  | Yajáira Romo                       | Yajáira Romo                       | 5:00                               |                       |                  |                               |                               |                               |  |              |                 |                 |                 |  |
|  | Yajáira Romo                       | Yajáira Romo                       | 5:00                               |                       |                  |                               |                               |                               |  |              |                 |                 |                 |  |
|  |                                    |                                    |                                    |                       |                  |                               |                               |                               |  |              |                 |                 |                 |  |